# Гейдж, Райан
Ра́йан Гейдж (англ. Ryan Gage, род. 17 января 1983, Ковентри, Уэст-Мидлендс) — британский актёр. Наиболее известен по роли Альфрида в фильмах «Хоббит: Пустошь Смауга» и «Хоббит: Битва пяти воинств», а также по роли короля Людовика XIII в британском телесериале «Мушкетёры».

## Частичная фильмография
| Год       |     | Русское название                        | Оригинальное название                     | Роль                                |
| --------- | --- | --------------------------------------- | ----------------------------------------- | ----------------------------------- |
| 1995      | ф   | Судья Дредд                             | Judge Dredd                               | молодой вор (в титрах не указан)    |
| 1999      | с   | Чисто английское убийство               | The Bill                                  | Карл Бакстон                        |
| 2006      | с   | Виртуозы                                | Hustle                                    | Билли                               |
| 2007      | ф   | Вне закона                              | Outlaw                                    | адвокат Мэннинга                    |
| 2009      | с   | Холби Сити                              | Holby City                                | Расселл Кобден                      |
| 2009      | в   | Гамлет                                  | Hamlet                                    | Осрик                               |
| 2010      | с   | Врачи                                   | Doctors                                   | Нейтан Хэдлер                       |
| 2011      | с   | Холлиокс                                | Hollyoaks                                 | Джонни                              |
| 2013      | ф   | Хоббит: Пустошь Смауга                  | The Hobbit: The Desolation of Smaug       | Альфрид                             |
| 2014—2016 | с   | Мушкетёры                               | The Musketeers                            | король Людовик XIII                 |
| 2014      | ф   | Хоббит: Битва пяти воинств              | The Hobbit: The Battle of the Five Armies | Альфрид                             |
| 2015      | док | Переломный момент                       | The Gamechangers                          | журналист / ведущий / толпа (голос) |
| 2016      | ф   |                                         | Angel of Decay                            | Он (Тед Банди)                      |
| 2016      | ф   | Сотни улиц                              | 100 Streets                               | Винсент                             |
| 2017      | с   | Красный карлик                          | Red Dwarf                                 | Адольф Гитлер                       |
| 2019      | с   | Индевор                                 | Endeavour                                 | Людо Таленти                        |
| 2022      | с   | Отец Браун                              | Father Brown                              | Финбар Финч                         |
| 2023      | с   | Королева Шарлотта: История Бриджертонов | Queen Charlotte: A Bridgerton Story       | Георг, принц Уэльский               |

## Награды и номинации
| Год  | Награда                           | Категория      | Работа                       | Результат |
| ---- | --------------------------------- | -------------- | ---------------------------- | --------- |
| 2014 | Capri Film Festival               | Прорыв — актёр | «Хоббит: Битва пяти воинств» | Победа    |
| 2016 | British Independent Film Festival | Лучший актёр   | «Angel of Decay»             | Победа    |